# Batalla de Kirk Kilisse
La batalla de Kirk Kilisse, o batalla de Kirkkilise o batalla de Lozengrad forma part de la primera guerra dels Balcans. Enfrontà Bulgària i l'Imperi otomà. L'exèrcit búlgar va derrotar l'otomà a la Tràcia oriental.

## Disposició de forces
L'enfrontament es va lliurar entre el 22 i el 24 d'octubre de 1912, entre Adrianópolis a l'oest i Kirkkilise (Lozengrad), a l'est. La línia otomana la formaven: la guarnició de Adrianópolis, en l'extrem esquerre, una divisió de cavalleria, i després els cossos d'exèrcit IV, I, II i III. En l'extrem dret de la línia es trobava la fortalesa de Lozengrad.

## La batalla
El dia 22, el 2n Exèrcit búlgar va avançar cap a Adrianópolis, per a evitar que la guarnició pogués auxiliar la resta de forces que formaven la línia defensiva enemiga. Aquesta mateixa nit, el 3r Exèrcit búlgar va assaltar les antiquades defenses de Lozengrad. A la tarda, el 1r Exèrcit búlgar va entrar en contacte amb el gruix de les forces enemigues al sud-oest de Lozengrad, on també es va trobar amb unitats de la guarnició de Adrianòpolis, que avançaven en direcció a Lozengrad.
Els búlgars van rebutjar un feble atac al seu flanc esquerra, realitzat per la guarnició de Adrianópolis, i un intent de flanquejar l'ala esquerra del 3r Exèrcit. La nit del 23 d'octubre, els otomans van abandonar en desordre els dos forts de Lozengrad, que els búlgars van prendre sense trobar resistència l'endemà al matí.
En els combats pel control de la plaça, els assalts d'infanteria búlgars, secundats per l'artilleria, van resultar molt eficaços. Les forces otomanes van patir la ineficàcia dels comandaments i la desmoralització i manca de disciplina de les tropes. A partir del 24, tota la línia otomana es va enfonsar i es va produir una caòtica retirada en meitat d'una intensa pluja.
Després de la victòria, el ministre de Guerra francès, Alexandre Millerand, va declarar que l'Exèrcit búlgar era el millor d'Europa, i que preferiria tenir cent mil búlgars junt als Aliats que a qualsevol altre exèrcit europeu.

## Conseqüències
Els búlgars van sofrir 887 morts i 4.034 ferits en la batalla, i els otomans, uns 1.500 morts i ferits i entre 2.000 i 3.000 presoners. La pèrdua de Lozengrad va ser un greu revés per als otomans i la derrota va desmoralitzar el comandament i les tropes. El nord de Tràcia va quedar en mans búlgares. Abdullah Pasha, afectat per la derrota, va sol·licitar que el Consell de Ministres demanés la pau.